# درام سیاسی

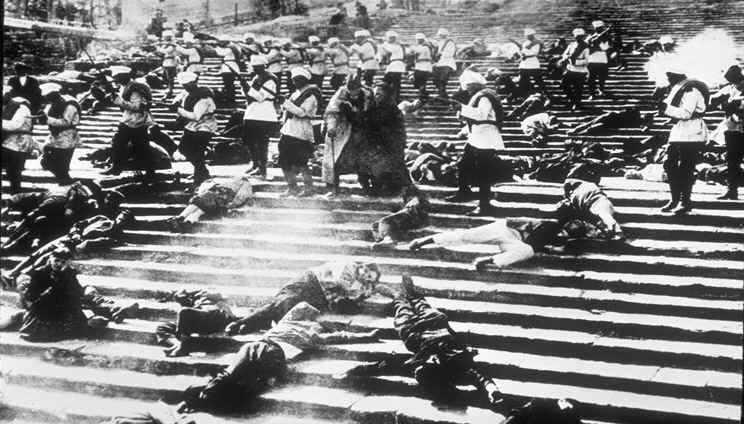
درام سیاسی نشان‌دهنده معضلات جنگ بر جامعه را به خوبی نشان می‌دهد

درام سیاسی (انگلیسی: Political drama) به یک نمایش‌نامه، فیلم یا یک مجموعه تلویزیونی گفته می‌شود که دارای یک مؤلفه سیاسی باشد، درام سیاسی می‌تواند منعکس‌کننده عقیده و نظر سیاسی نویسنده، توصیف یک سیاستمدار یا یک سری از وقایع سیاسی باشد.
آرون سورکین، رابرت پن وارن، سرگئی آیزنشتاین، برتولت برشت، ژان-پل سارتر، کاریل چرچیل و فدریکو گارسیا لورکا از جمله نمایشنامه‌نویس‌های هستند که درام سیاسی نوشته‌اند.

## تلویزیون
از جمله مجموعه‌های تلویزیونی که به عنوان درام سیاسی طبقه‌بندی شده‌اند می‌توان به بال غربی، جک و بابی، خانه پوشالی (بریتانیایی)، خانه پوشالی (آمریکایی)، خانم وزیر، بازمانده برگزیده، رسوایی و میلیاردها (مجموعه تلویزیونی) اشاره کرد.